# マックス・ブラント
マックス・ブラント（Max Brand, *1896年4月26日 レンベルク - †1980年4月4日）はドイツおよびオーストリアの作曲家。

## 概要
オーストリア・ハンガリー帝国のレンベルク（現ウクライナ・リヴィウ）に生まれる。
1900年ごろ両親に連れられウィーンに移る。さまざまな私立学校に学んだ後、ウィーンとベルリンでフランツ・シュレーカーに作曲を師事。アーノルト・シェーンベルクとそのサークルから感化を受けて創作に取り組んだ。
1929年にデュースブルクで初演された歌劇《機械工ホプキンス Maschinist Hopkins》はその後も首尾よくたびたび上演され、ブラントの音楽活動における頂点となったが、その名声はドイツの国境を出るものではなく、ナチスが権力を掌握するまでの間しか続かなかった。一時的にウィーンに戻り、早くも1937年にプラハ経由でスイスに脱出、さらにブラジルに潜入して（エイトル・ヴィラ＝ロボスと親交を結び）、1940年代初頭からアメリカ合衆国に定住。1950年代には、電子技師のロバート・モーグと知り合いになり、これがきっかけで最初のシンセサイザーを入手して、ニューヨークの自宅に音響スタジオを設立する（最初期のシンセサイザーつきのスタジオは、ランゲンツェルスドルフ博物館のマックス・ブラント・アルヒーフに再現されている）。
1975年にオーストリアに帰国して余生を送った。